# Рефјурио (Тексас)
Рефјурио (енгл. Refugio) град је у америчкој савезној држави Тексас. По попису становништва из 2010. у њему је живело 2.890 становника.

## Демографија
Према попису становништва из 2010. у граду је живело 2.890 становника, што је 51 (1,7%) становника мање него 2000. године.
| Група             | 2000.         | 2010.         |
| Белци             | 1.206 (41,0%) | 1.031 (35,7%) |
| Афроамериканци    | 394 (13,4%)   | 330 (11,4%)   |
| Азијати           | 15 (0,5%)     | 6 (0,2%)      |
| Хиспаноамериканци | 1.303 (44,3%) | 1.500 (51,9%) |
| Укупно            | 2.941         | 2.890         |